# Gli emigranti (film)
Gli emigranti è un film muto italiano del 1915 diretto da Gino Zaccaria.